# Schattenpfade
Schattenpfade ist ein deutsches Independent-Label mit Sitz in Krefeld. Es wurde 2019 von Adam Bilke gegründet.

## Hintergrund
Labelgründer Adam Bilke schrieb einige Zeit für das gedruckte Fanzine Hammerheart, bis dieses nach der zehnten Ausgabe eingestellt wurde. Da er Interesse hatte, sich weiterhin journalistisch mit der Musikszene zu beschäftigen, rief er anschließend mit zwei Freunden, die zuvor ebenfalls bei Hammerheart aktiv waren, als persönliches Nachfolgeprojekt das Webzine Waldhalla ins Leben. Dieses wurde um eine gedruckte Ausgabe erweitert und eigenen Angaben zufolge legte ein Interview mit der Band Schattenvald in der dritten Nummer den Grundstein zur Gründung von Schattenpfade: In dem Gespräch dachten die Musiker laut über einen Labelwechsel nach, und da keine der etablierten Plattenfirmen Interesse zeigte, engagierte sich Bilke. Den Namen Schattenpfade wählte er bewusst, um eine Kohärenz zum Namen der Band zu schaffen. Entsprechend war denn auch 2019 die Schattenvald-EP ...und ewig dauert der Berg... seine erste Veröffentlichung.
So wie dieses Werk dem Extreme Metal bzw. journalistisch auch dem Black Metal zugeordnet wird, bewegen sich fast alle weiteren Veröffentlichungen in diesem Bereich, wobei davon abweichende Gruppen dem stilistisch nicht allzu weit entfernten Pagan Metal zuzuordnen sind. Unter Vertrag stehen hauptsächlich Bands aus Deutschland sowie angrenzenden Ländern wie beispielsweise Alastor aus Österreich und Wulfaz aus Dänemark.
Dazu besteht seit 2021 das Sublabel Lichtpfade. Nach zwei Musikalben erschien dort 2022 auch das Hörbuch Waldfrühling, das mit Naturgeräuschen unterlegte Lesungen von drei Geschichten Hermann Löns’ enthält.

## Veröffentlichungen (Auswahl)

### Schattenpfade
| Interpret                                    | Titel                              | Jahr | Genre         | Typ                            | Format |
| -------------------------------------------- | ---------------------------------- | ---- | ------------- | ------------------------------ | ------ |
| Alastor                                      | Cold Landscapes                    | 2021 | Black Metal   | Album                          | LP     |
| Asenheim                                     | Der Geist des Waldes               | 2021 | Pagan Metal   | Album                          | LP     |
| Bergthron                                    | Verborgen in den Tiefen der Wälder | 2020 | Pagan Metal   | Album (Wiederveröffentlichung) | LP     |
| Dauþuz, Rimruna, Schattenvald, Nemesis Sopor | Quintessenz                        | 2020 | Extreme Metal | Split-Album                    | LP     |
| Death Comes in Waves                         | Not of this World                  | 2022 | Extreme Metal | Album                          | CD, LP |
| Firn                                         | Frostwärts                         | 2022 | Pagan Metal   | Album                          | CD     |
| Nebelwind                                    | Ruinen                             | 2021 | DSBM          | Album                          | LP     |
| Schattenvald                                 | ...und ewig dauert der Berg...     | 2019 | Extreme Metal | EP                             | LP     |
| Siechtum                                     | Hinab                              | 2019 | Extreme Metal | Album                          | CD     |
| Vredensdal                                   | Silence is Eternal                 | 2021 | Black Metal   | Album                          | LP     |
| Wallfahrer                                   | Anthologie der Abkehr              | 2023 | Extreme Metal | Album                          | LP     |
| Wulfaz                                       | Eriks Kumbl / Sotes Runer          | 2021 | Extreme Metal | Kompilationsalbum              | LP     |

### Lichtpfade
| Interpret                    | Titel        | Jahr | Genre      | Typ         | Format |
| ---------------------------- | ------------ | ---- | ---------- | ----------- | ------ |
| Alaun                        | Waldfrühling | 2022 | Hörbuch    | Album       | CD     |
| Ash of Ashes                 | Traces       | 2022 | Folk Metal | Album       | LP     |
| Les Mémoires Fall / Imparity | Dying Dreams | 2021 | Goth Doom  | Split-Album | LP     |